# Хурн-Биркеланн, Фанни
Фа́нни Хурн-Биркеланн (норв. Fanny Horn Birkeland; имя при рождении — Фа́нни Ве́лле-Странн Хурн (норв. Fanny Welle-Strand Horn), род. 8 марта 1988, Осло) — норвежская биатлонистка, чемпионка мира 2016 года в женской эстафете, бронзовый призёр Олимпийских игр 2014 года в женской эстафете. Также имеет опыт выступления в лыжных гонках. Завершила карьеру в 2017 году.
С 2015 года замужем за норвежским биатлонистом, призёром Олимпийских игр Ларсом Хельге Биркеланном.

## Карьера в биатлоне

### Карьера в Кубке мира
- Дебют — 2 декабря 2009 года в индивидуальной гонке в шведском Эстерсунде — 62-е место.
- Первое попадание в очковую зону — 10 декабря 2010 года 30-е место в спринтерской гонке в австрийском Хохфильцене.

### Личные результаты в Кубке Мира
| Сезон       | Гонок | Спринт | Спринт | Преслед. | Преслед. | Индивид. | Индивид. | Масс-Старт | Масс-Старт | Всего | Всего | Медали | Медали | Медали |
| Сезон       | Гонок | о      | м      | о        | м        | о        | м        | о          | м          | о     | м     |        |        |        |
| ----------- | ----- | ------ | ------ | -------- | -------- | -------- | -------- | ---------- | ---------- | ----- | ----- | ------ | ------ | ------ |
| 2009—2010   | 6     | —      | —      | —        | —        | —        | —        | —          | —          | —     | —     | —      | —      | —      |
| • 2010—2011 | 15    | 25     | 53     | 9        | 58       | 2        | 62       | —          | —          | 36    | 56    | —      | —      | —      |

o — очки. м — место. • — текущий сезон (предварительные результаты).

### Статистика выступлений в Кубке мира
| 2010—2011 | Эстерсунд | Эстерсунд | Эстерсунд | Хохфильцен | Хохфильцен | Хохфильцен | Поклюка | Поклюка | Поклюка | Оберхоф | Оберхоф | Оберхоф | Рупольдинг | Рупольдинг | Рупольдинг | Антхольц | Антхольц | Антхольц | Прескью-Айл | Прескью-Айл | Прескью-Айл | Форт-Кент | Форт-Кент | Форт-Кент | ЧМ Ханты-Мансийск | ЧМ Ханты-Мансийск | ЧМ Ханты-Мансийск | ЧМ Ханты-Мансийск | ЧМ Ханты-Мансийск | ЧМ Ханты-Мансийск | Холменколлен | Холменколлен | Холменколлен | Итоги | Итоги | Итоги |
| 2010—2011 | Инд       | Спр       | Пр        | Спр        | Эст        | Пр         | Инд     | Спр     | СМ      | Эст     | Спр     | МС      | Инд        | Спр        | Пр         | Спр      | Эст      | МС       | Спр         | СМ          | Пр          | Спр       | Пр        | МС        | СМ                | Спр               | Пр                | Инд               | МС                | Эст               | Спр          | Пр           | МС           | Очков | Место |       |
| 2010—2011 | 43        | 53        | 44        | 30         | 3          | 37         | 40      | 44      | —       | 8       | 61      | —       | 40         | 56         | 48         | 75       | 6        | —        | 38          | 10          | 36          | 30        | 44        | —         | —                 | 24                | 31                | 29                | 29                | 5                 | 9            | -            | -            | 119   | 45    |       |

| 2009—2010 | Эстерсунд | Эстерсунд | Эстерсунд | Хохфильцен | Хохфильцен | Хохфильцен | Поклюка | Поклюка | Поклюка | Оберхоф | Оберхоф | Оберхоф | Рупольдинг | Рупольдинг | Рупольдинг | Антхольц | Антхольц | Антхольц | ОИ Ванкувер | ОИ Ванкувер | ОИ Ванкувер | ОИ Ванкувер | ОИ Ванкувер | Контиолахти | Контиолахти | Контиолахти | Холменколлен | Холменколлен | Холменколлен | Ханты-Мансийск | Ханты-Мансийск | Ханты-Мансийск | Итоги | Итоги |
| 2009—2010 | Инд       | Спр       | Эст       | Спр        | Пр         | Эст        | Инд     | Спр     | Пр      | Эст     | Спр     | МС      | Спр        | МС         | Эст        | Инд      | Спр      | Пр       | Спр         | Пр          | Инд         | МС          | Эст         | СМ          | Сп          | Пр          | Спр          | Пр           | МС           | Спр            | МС             | См             | Очков | Место |
| 2009—2010 | 62        | 90        | —         | 93         | —          | —          | —       | —       | —       | —       | —       | —       | —          | —          | —          | —        | —        | —        | —           | —           | —           | —           | —           | —           | —           | —           | 51           | 48           | —            | 57             | —              | —              | 0     | —     |

В таблицах отражены места, занятые спортсменом на гонках биатлонного сезона.
Инд — индивидуальная гонка

Пр — гонка преследования

Спр — спринт

МС — масс-старт

Эст — эстафета

См — смешанная эстафета

DNS — спортсмен был заявлен, но не стартовал

DNF — спортсмен стартовал, но не финишировал

LAP — спортсмен по ходу гонки (для гонок преследования и масс-стартов) отстал от лидера более чем на круг и был снят с трассы

DSQ — спортсмен дисквалифицирован

— − спортсмен не участвовал в этой гонке